# Matsanjeni Północne
Matsanjeni Północne – inkhundla w dystrykcie Lubombo w Królestwie Eswatini. Według spisu powszechnego ludności z 2007 r. zamieszkiwało go 12 940 mieszkańców. Inkhundla dzieli się na cztery imiphakatsi: Lukhetseni, Mambane, Maphungwane, Tikhuba.